# Flamboyant (album)
Flamboyant è il primo album in studio del cantante statunitense Dorian Electra, pubblicato nel 2019.

## Tracce
1. Mr. to You – 2:06
2. Career Boy – 3:37
3. Daddy Like – 2:55
4. Emasculate – 2:18
5. Man to Man – 3:17
6. Musical Genius – 1:55
7. Flamboyant – 3:16
8. Guyliner – 2:55
9. Live by the Sword – 2:31
10. Adam & Steve – 3:01
11. Freaky 4 Life – 3:17

Tracce Bonus Edizione Deluxe
1. Tool for You – 2:52
2. Under the Armor – 2:22
3. Guyliner, Pt. 2 – 2:45
4. Your Kinda Guy – 3:10
5. Adam & Steve (Count Baldor Remix) – 3:13